# Bahnstrecke Courtemaîche–Bure
| Streckennummer (BAV): | 241                  |                              |                              |
| Streckenlänge: | 4,7 km               |                              |                              |
| Spurweite: | 1435 mm (Normalspur) |                              |                              |
| Stromsystem: | 15 kV 16,7 Hz ~      |                              |                              |
| Maximale Neigung: | 45 ‰                 |                              |                              |
| |                      |                              |                              |
| \| \| \| SBB-Strecken nach Porrentruy \| \| \| \| 0.0 \| Courtemaîche \| 397 m \| \| \| \| SBB-Strecke Delémont–Delle \| \| \| \| \| Courtemaîche-Brücke (230 m) \| \| \| \| \| Fontelas-Tunnel (190 m) \| \| \| \| 4.7 \| Bure-Casernes \| 470 m \| |                      |                              |                              |
| Strecke |                      | SBB-Strecken nach Porrentruy | SBB-Strecken nach Porrentruy |
| Bahnhof | 0.0                  | Courtemaîche                 | 397 m                        |
| Abzweig geradeaus und nach rechts |                      | SBB-Strecke Delémont–Delle   | SBB-Strecke Delémont–Delle   |
| Brücke |                      | Courtemaîche-Brücke (230 m)  | Courtemaîche-Brücke (230 m)  |
| Tunnel |                      | Fontelas-Tunnel (190 m)      | Fontelas-Tunnel (190 m)      |
| Betriebs-/Güterbahnhof Streckenende | 4.7                  | Bure-Casernes                | 470 m                        |

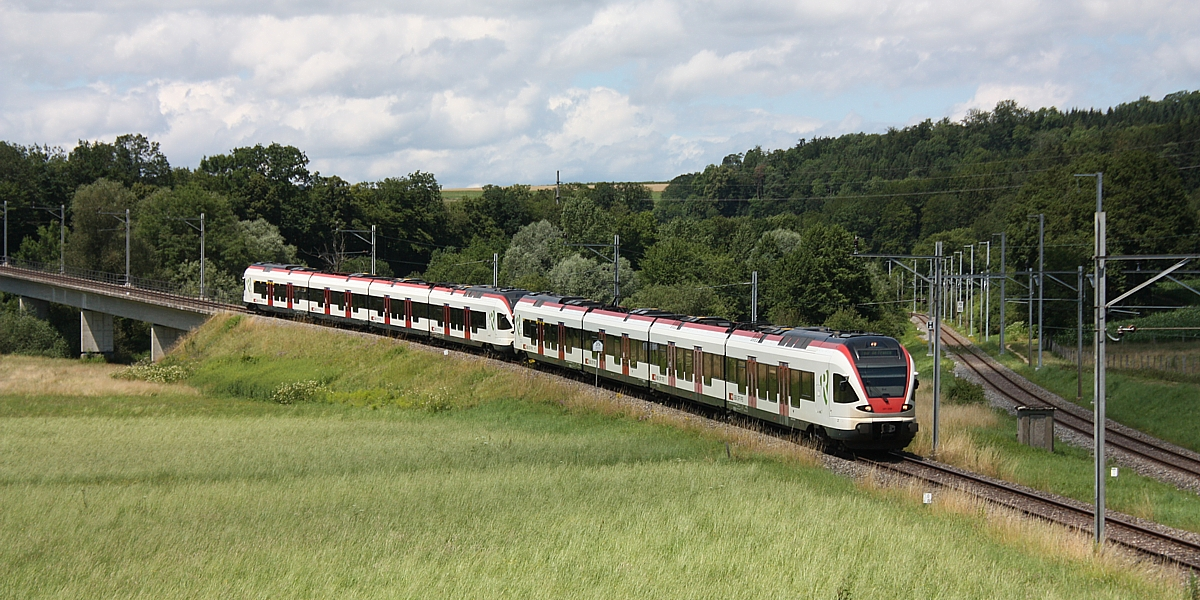
RABe 521 auf der Bahnstrecke Courtemaîche–Bure anlässlich der Tour de France 2012. Rechts die Strecke Delémont–Delle, links die Strecke nach Bure.

Die Bahnstrecke Courtemaîche–Bure verbindet den Waffenplatz von Bure mit dem Bahnhof Courtemaîche an der Bahnstrecke Delémont–Delle. Die 4,7 Kilometer lange Strecke gehört der Schweizerischen Eidgenossenschaft und nicht den SBB, denn die Strecke wurde im Auftrag des Militärdepartements erbaut. Sie konnte am 19. März 1968 eröffnet werden. Die Strecke ist seit ihrer Eröffnung mit 15 kV / 16,7 Hz elektrifiziert. Da die Strecke ein Gefälle von 45 ‰ aufweist, gelten besondere Steilstreckenvorschriften. Die Strecke wird nur von Bedarfgüterzügen, welche in der Regel die SBB führen, befahren. Die Strecke gilt rechtlich als Anschlussgleis, und es besteht deshalb kein Netzzugang. Es fand auf dieser Strecke noch nie ein fahrplanmässiger Personenverkehr statt; dies ist auf einem Anschlussgleis rechtlich auch nicht zulässig.
Im Rahmen der Tour de France 2012 mit Etappenziel in Porrentruy wurde der Waffenplatz als Parkplatz genutzt. Um den Personenandrang bewältigen zu können, verkehrten an diesem Tag Shuttlezüge zwischen Bure und Porrentruy. Zu diesem Zweck kamen der RABe 521 022 und der RABe 521 027 «Gilberte de Courgenay» in Doppeltraktion zum Einsatz. Davor mussten dafür Abnahmefahrten durchgeführt werden, um eine befristete Bewilligung durch das Bundesamt für Verkehr (BAV) zu erhalten. Auf diesen Abnahmefahrten wurden RABe 521 und RABe 522 in gemischter Doppeltraktion eingesetzt. Die Bewilligung wurde unter Auflagen erteilt, so wurde wegen des fehlenden ZUB bei der Einfahrt in den Bahnhof Courtemaîche ein zweiter Mann im Führerstand vorgeschrieben.